# Hermacha mazoena
Hermacha mazoena är en spindelart som beskrevs av Hewitt 1915. Hermacha mazoena ingår i släktet Hermacha och familjen Nemesiidae. Inga underarter finns listade i Catalogue of Life.